# Церковная свеча

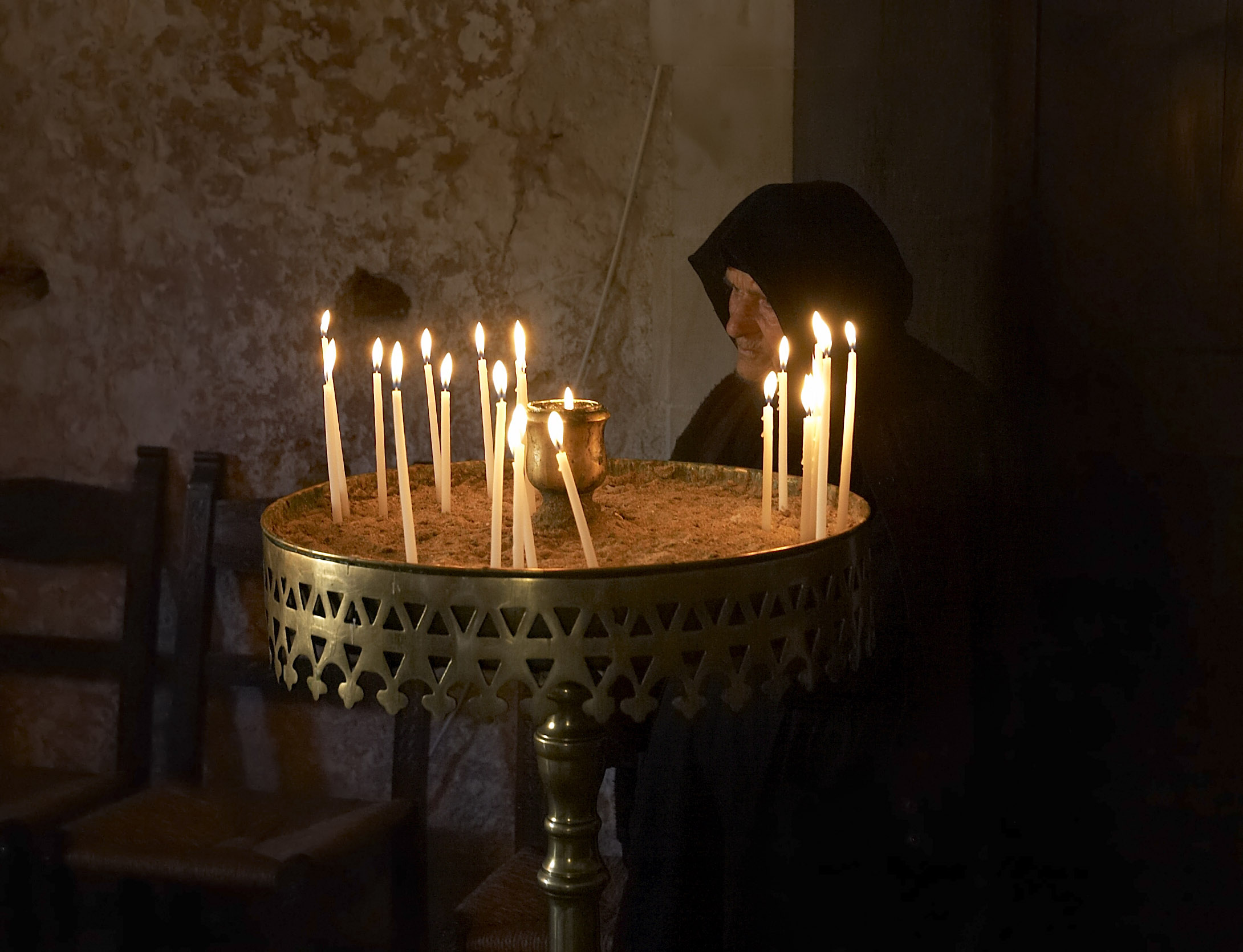
Зажжённые свечи в монастыре Аркади

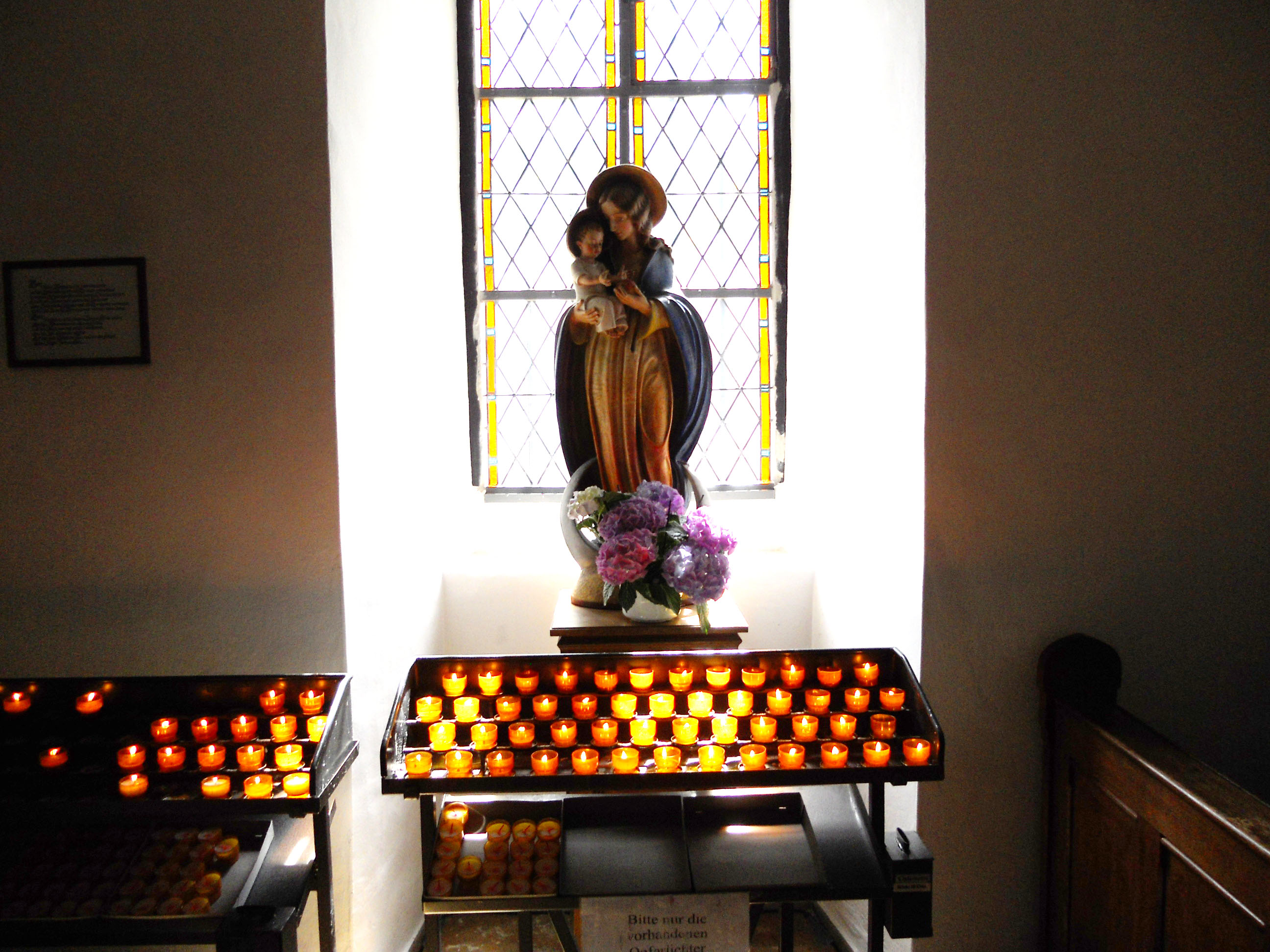
Свечи перед статуей Девы Марии в католическом храме Святых Петра и Андрея в Брилоне

Церковная свеча — разновидность свечей, используемая в качестве религиозного атрибута в ряде христианских конфессий (католицизм, православие, некоторые направления протестантизма).
Помимо выполнения утилитарной функции, — традиционного способа освещения помещений храмов, икон и богослужебных книг в ночное время, церковные свечи несут несколько духовных значений: знак добровольной жертвы человека Богу и храму; выражение готовности человека к послушанию Богу, его стремление к обожению; свидетельство веры, причастности человека к Божественному свету. Свеча выражает теплоту и пламень любви человека к Богу, ангелу или святому, у ликов которых верующий ставит свою свечу. Во время некоторых богослужений молящиеся не только ставят свечи пред иконами, но и сами стоят с горящими свечами в руках. Символическое значение имеет и сам материал, из которого сделаны свечи. Так, Симеон Солунский ассоциировал чистый воск с чистотой и нескверностью людей, его приносящих.
Кроме того, свеча рассматривается как традиционная форма церковного пожертвования. В силу относительно низкой себестоимости, прибыль от распространения свечей является основной статьёй дохода православных приходов в России. Поэтому приобретать освящённые свечи можно лишь в церковном свечном ящике. В настоящее время почти всем приходам и епархиям запрещено самостоятельно изготавливать церковные свечи, а благословляется приобретать их у художественно-производственного предприятия «Софрино» РПЦ, чтобы часть прибыли от распространения свечей получала непосредственно Московская патриархия.
Несмотря на распространение электрического освещения, традиционные свечи используются во всех православных храмах России. «Виртуальные» свечи, получившие распространение в отдельных католических соборах, не применяются в Русской православной церкви.
Освящение церковных свечей в Православии совершается особым чином перед Божественной литургией в великий двунадесятый праздник Сретения Господня, во образ дара Богу, Встречающему христианина в храме.
Суеверия и оккультные ритуалы, связанные с церковными свечами (боязнь зажигать свечу от другой свечи, передавать через левое плечо и т. п.) не имеют отношения к христианскому вероучению.